# Тендовагинит де Кервена
Тендовагини́т де Керве́на (боле́знь де Кервена, стенози́рующий тендовагинит) — особо выделяемая своеобразная форма хронического тендовагинита, характеризующаяся поражением влагалища сухожилий короткого разгибателя и длинной отводящей мышцы большого пальца кисти. Название дано в честь швейцарского хирурга Фрица де Кервена (Fritz de Quervain, 1868—1940), который в 1895 году впервые описал боль, связанную с движением большого пальца.

## Эпидемиология
Среди трудоспособного населения болезнь де Кервена встречается с частотой 2,8 случая на 1000 у женщин и 0,6 — у мужчин. Заболевание обычно возникает на доминантной кисти в 30-55 лет, у женщин в 8-10 раз чаще. В большинстве случаев патология развивается у беременных или сразу после родов.

## Этиология и патогенез
Заболевание связывают с хронической микротравматизацией кисти, вследствие монотонных повторяющихся движений, или длительным статическим перенапряжением Риск развития тендинитов запястья у таких работников в 29 раз выше. У волейболистов вероятность болезни де Кервена прямо пропорциональна длительности тренировок и спортивному стажу.

В основе патогенеза лежит конфликт между сухожилиями короткого разгибателя и длинной отводящей мышцы большого пальца, с одной стороны и тыльной связкой запястья — с другой. Механическое трение этих структур приводит к воспалению, увеличению отека, ещё сильнее препятствующего движению сухожилий.

## Патологическая анатомия
При стенозирующем тендовагините стенки синовиального влагалища сухожилий короткого разгибателя и длинной отводящей мышцы большого пальца кисти утолщаются, а полость влагалища, соответственно, суживается.

## Клиническая картина
Клинические проявления стенозирующего тендовагинита де Кервена начинаются с болей в области шиловидного отростка лучевой кости, которые часто иррадиируют в большой палец кисти или в локоть, а также с припухлости в этой области. Усиление боли происходит, если пациент прижимает большой палец к ладонной поверхности и сгибает над ним остальные пальцы; если одновременно с этим больной отводит кисть в локтевую сторону, боль резко нарастает (положительный тест Финкельштейна), при этом можно услышать характерный щелчок. По ходу синовиального влагалища пальпаторно определяется крайне болезненная припухлость.

## Лечение

#### Консервативное лечение[12]
1. Соблюдение эргономического режима. Необходимо избегать повторяющихся нагрузок, делать перерывы в работе, использовать приспособления, облегчающие труд.
2. Медикаментозная терапия. Наличие боли, воспаления, отека — прямое показание для использования НПВС внутрь и местно. Так же используют компрессы с раствором диметилсульфоксида и другие местные средства.
3. Физиотерапия. Применяют электрофорез, магнитотерапию, теплолечение и другие процедуры.
4. Ортезирование. Первый палец иммобилизируют в положении ладонной и лучевой абдукции под углом 45°, пястно-фаланговый сустав — в положении сгибания под углом 10°, межфаланговый сустав свободен или в положении разгибания. Срок фиксации 3-6 недель.
5. Местное введение лекарственных препаратов. Введение кортикостероидов быстро купирует воспаление, боль, восстанавливает функцию[13]. Результаты метаанализа подтверждают более высокую эффективность смеси кортикостероидов с анестетиком в сравнении с глюкокортикоидами[14].

#### Хирургическое лечение
Суть операции — устранение препятствия для нормального скольжения сухожилий. Это достигается путем рассечения поперечной связки и декомпрессии сухожилия. Полное купирование симптомов наблюдается у 90-96 % пациентов. Результат вмешательства удовлетворяет 88-91 % больных.